# James W. Nye
James Warren Nye (10 de junho de 1815 — 25 de dezembro de 1876) foi um Senador dos Estados Unidos do estado de Nevada. 
Em 1861 foi indicado por Abraham Lincoln para governador do recém-criado Território de Nevada. Elegeu-se como senador pelo Partido Republicano em 1864, sendo reeleito em 1867. Serviu até 1873, ano em que foi derrotado em sua nova tentativa de reeleição.
Morreu em White Plains, Nova York, em 1876. Sepultado no Cemitério de Woodlawn.